# Амагер Бакке
55°41′05″ пн. ш. 12°37′14″ сх. д. / 55.68474° пн. ш. 12.62055° сх. д.
Амагер Бакке (дан. Amager Bakke, букв. пагорб Амагер) — сміттєспалювальний завод на острові Амагер в Копенгагені (Данія). Будівництво почалося у 2013 році, відкритий в 2017 році. У 2019 на його даху був відкритий схил для спуску на лижах. Ця зона відпочинку також відома як Копенгілл (англ. Copenhill Будівля спроєктована данським бюро Bjarke Ingels Group , який виграв міжнародний архітектурний конкурс в 2011 році. Устаткування для заводу поставлене компанією Babcock & Wilcox .

## Історія будівництва
Восени 2010 року був оголошений архітектурний конкурс на будівництво нового сміттєспалювального заводу вартістю 3,5 мільярда данських крон (650 млн доларів або 460 млн €) — найдорожчого на той момент екологічного проєкту в Данії. Подано 36 заявок. У січні 2011 року обрали переможця — бюро BIG.

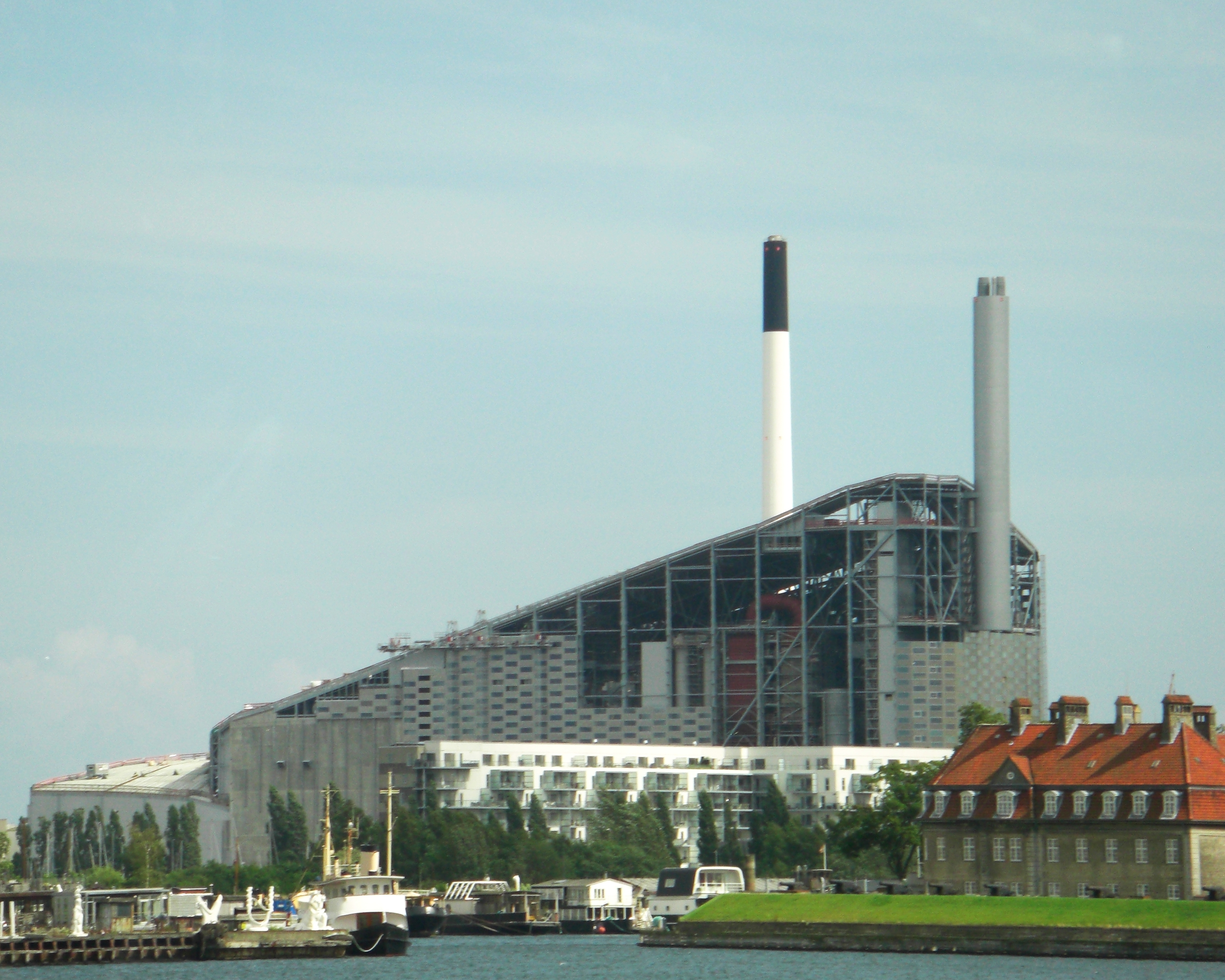
Будівництво Амагер Бакке, 11 червня 2016

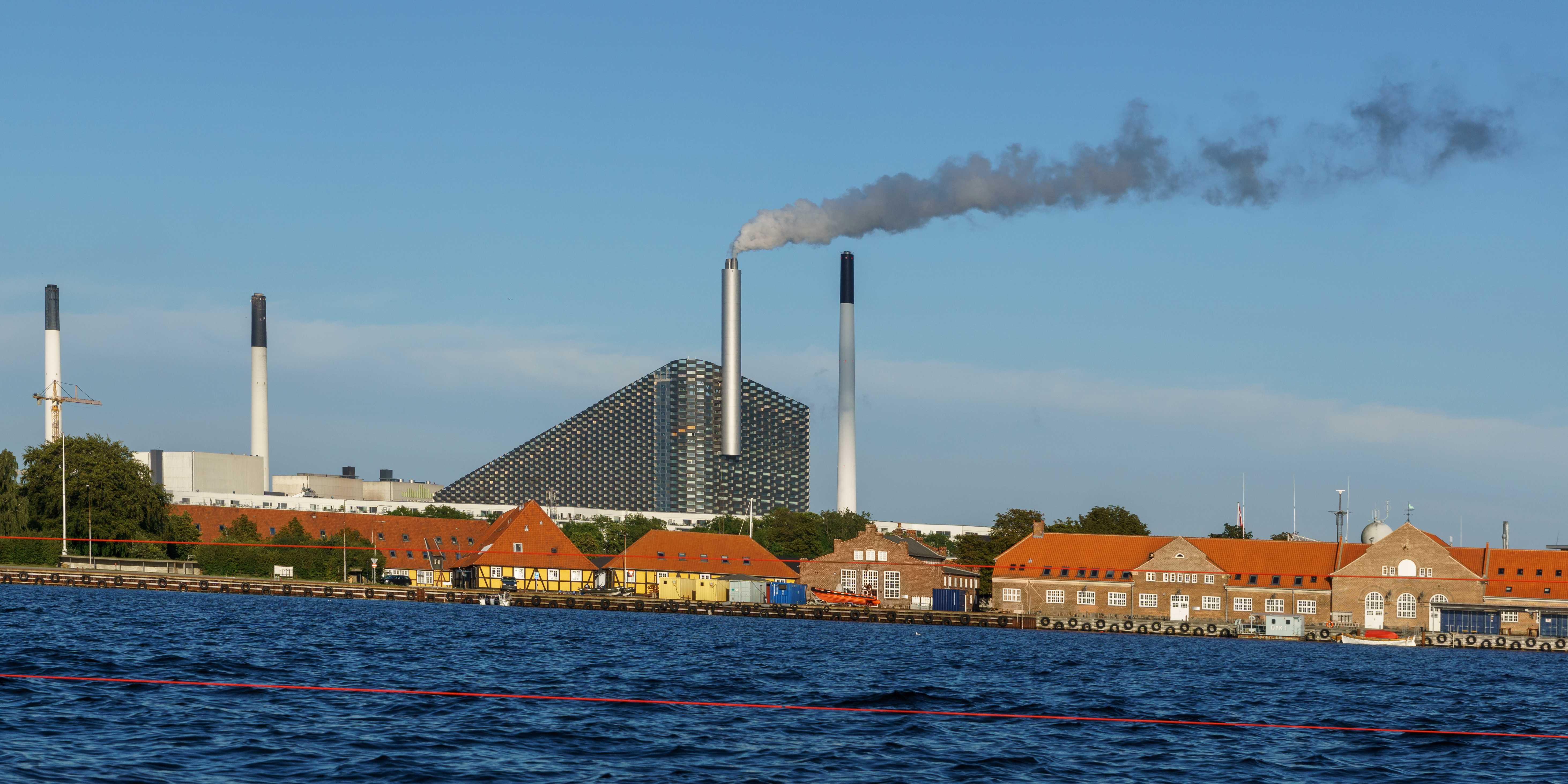
Працюючий завод, серпень 2017

Будівництво заводу Amagerforbraending (робоча назва проєкту) почалося 4 березня 2013. Спільно з BIG над проєктом працювали SLA , AKT, Dr. Lüchinger + Meyer Bauingenieure AG, MOE Consulting Engineers і Ramboll Group A/S. Все ключове обладнання для сміттєспалювального заводу поставила компанія Babcock & Wilcox Vølund A / S, підрозділ американського промислового гіганта Babcock & Wilcox. Генеральний підрядник — NCC Construction.
Через виявлені на пізньому етапі помилок, допущених B & W Vølund, терміни здачі проєкту змістили на 7 місяців. Багато проблем відкривалися вже в процесі будівництва. Наприклад, спочатку димохід повинен був розташовуватися в центрі будівлі, але архітектори змінили свою думку і перемістили його на зовнішню сторону будинку. Тому інженерам довелося знайти рішення, як змонтувати димар вагою 345 тон і заввишки 67 метрів на сьомому поверсі будівлі.
Завод запрацював в березні 2017 року. Гірськолижний курорт і парк Копенгілл відкрився в жовтні 2019.

## Характеристика заводу
Площа займаної території — 90 тисяч квадратних метрів, будівлі — 95 тисяч квадратних метрів, в тому числі площа адміністративного центру і центру для відвідувачів — 6,5 тисяч квадратних метрів.
Амагер Бакке побудований на заміну існуючому сміттєспалювальному заводу Amagerværket — найстарішому енергоперетворюючому заводу в Європі. Як і попередник, Амагер Бакке підключений до центральної системи водопостачання міста, створеної в 1984 році п'ятьма муніципалітетами, і може віддавати в мережу вироблене тепло.
Дві сміттєспалювальні лінії продуктивністю 35 тонн відходів на годину кожна можуть утилізувати сміття від 500—700 тисяч жителів і 46 тисяч компаній. Система виробляє пару температурою 440 °C і тиском 70 бар, що вдвічі збільшує вихід електроенергії з тонни сміття. Викид оксидів азоту скорочений на 85 %, оксидів сірки — на 99,5 %.
Розрахункові параметри заводу при обробці 400 тисяч тонн сміття дозволяють опалювати 160 тисяч домоволодінь, забезпечувати електрикою ще 62,5 тисячі домоволодінь. Збирати при конденсації 100 млн літрів води, пускати в оборот 90 % металу (до 10 тисяч тонн), використовувати 100 тисяч тонн золи для заміни гравію при будівництві доріг.
Перші півтора року експлуатації показали, що потужність заводу значно більша, ніж кількість доступного сміття. У 2018 році завод переробив близько 451 тисячі тонн сміття, 1/15 частина була імпортована з Великої Британії і Ірландії.

## Копенгілл

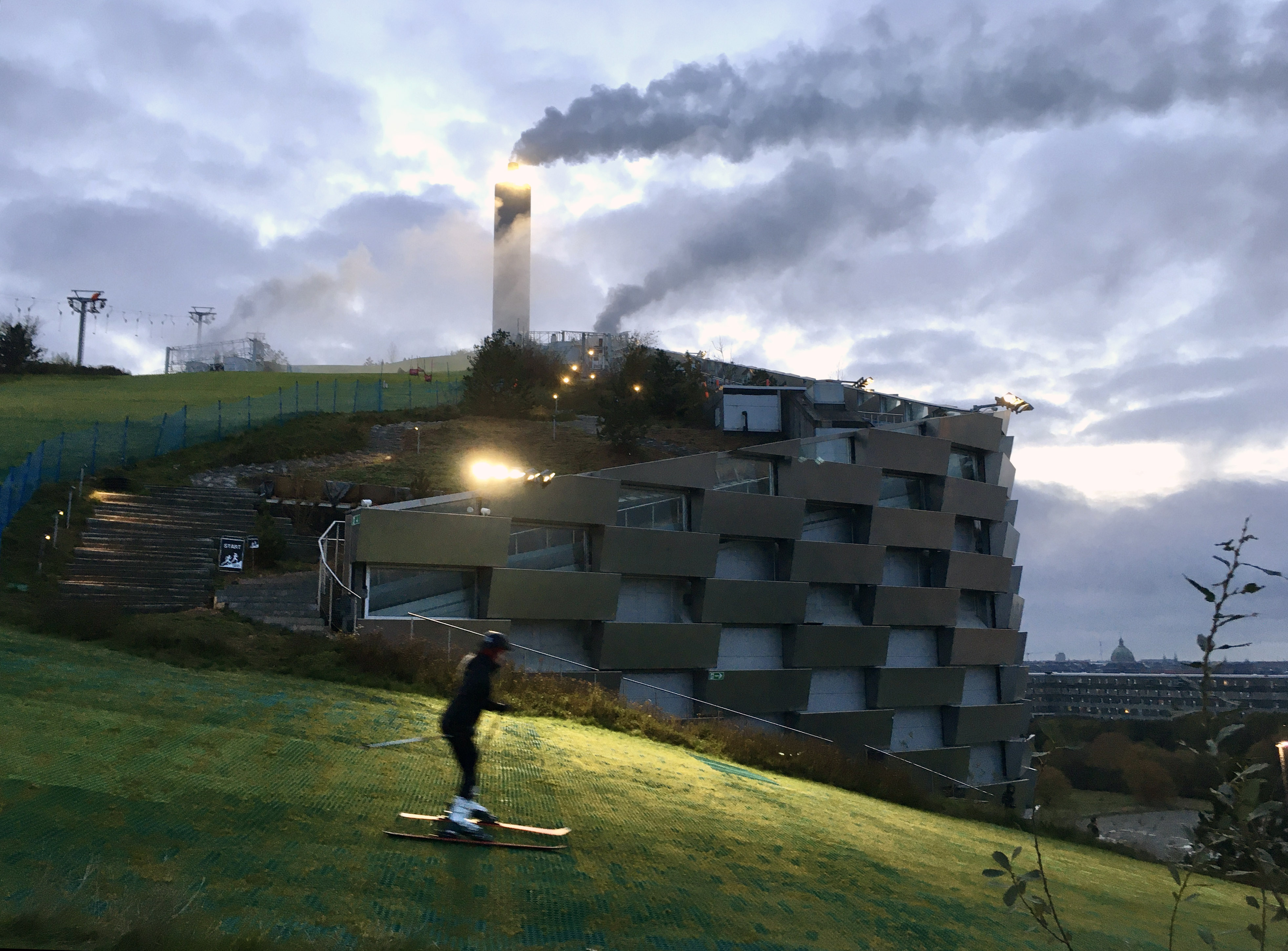
Катання на лижах на даху заводу

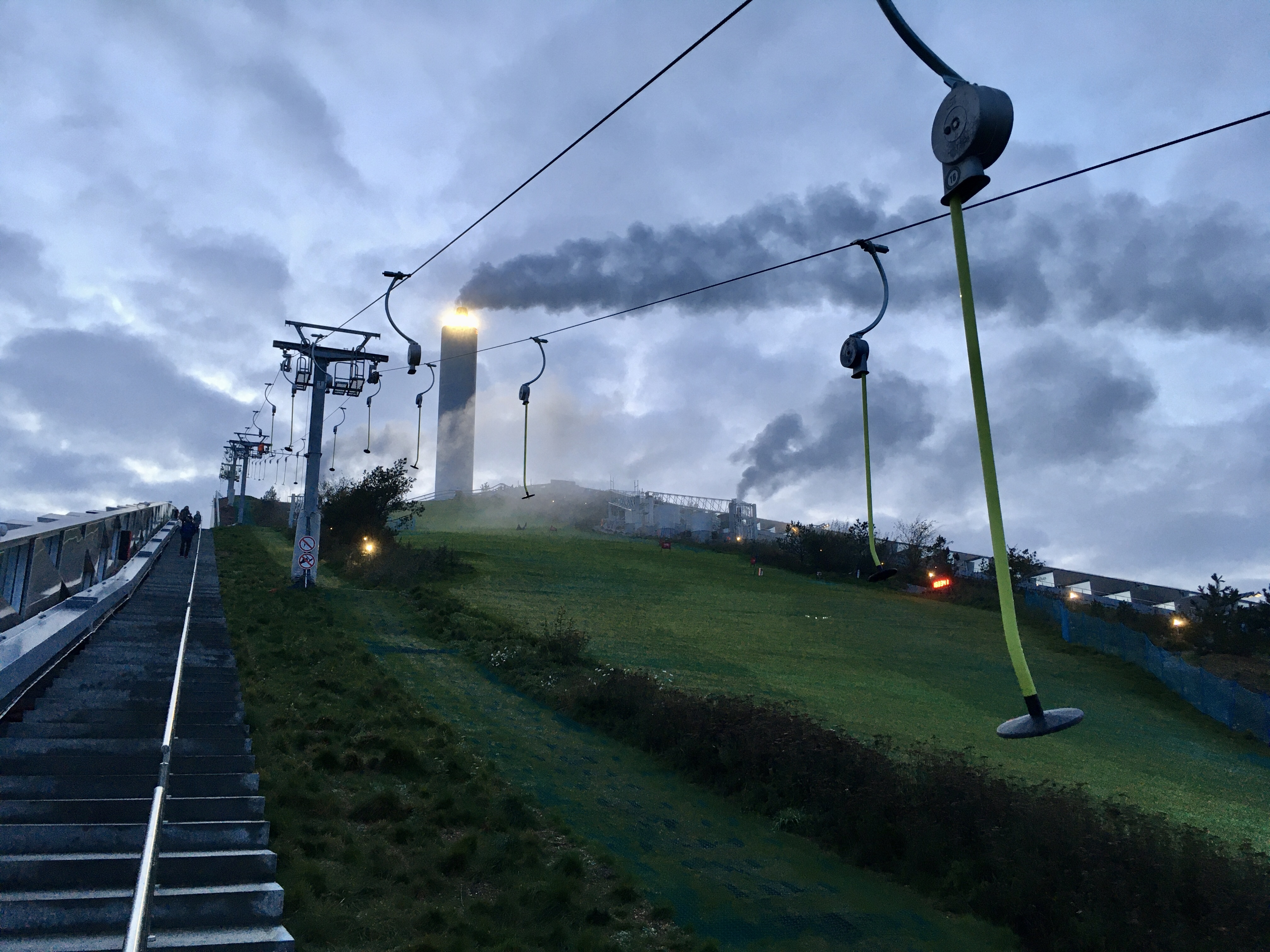
Підйомники на схилі

Архітектори BIG запропонували зробити дах сміттєспалювального заводу центром суспільного життя. Ця ідея сходить ще до 2002 року, коли Б'ярке Інгельс пропонував створити лижну трасу над найбільшим універмагом в місті.
У BIG спроєктували дах з ухилом 45% і заввишки 85 метрів, на якій влаштований цілорічний штучний гірськолижний схил завдовжки 450 метрів і розворотом на 180 градусів, прокладені пішохідні стежки, з висадженими навколо чагарниками і хвойними деревами. Парк і схил спроєктований в архітектурному бюро SLA. Відвідувачі піднімаються наверх канатним і стрічковим витягами, а також на скляному ліфті, який дозволяє побачити завод зсередини. Загальна площа даху і схилів — 32 тисячі м².
Схил Копенгілла покритий неверпластом — синтетичним матеріалом, створеним в Італії в другій половині 1990-х для тренувань у будь-яку пору року. Матеріал періодично змащують силіконом (як і всі лижі), що разом створює ілюзію утрамбованого снігу.
На блочному фасаді площею 74 тисячі квадратних метрів, викладеному алюмінієвою цеглою висотою 1,2 метра і шириною 3,3 метра, влаштована «найвища штучна стіна для скелелазіння в світі». В основі будівлі влаштована зона апрескі з рестораном.